# Stoneville (Carolina del Nord)
Stoneville è un comune degli Stati Uniti d'America, situato in Carolina del Nord, nella contea di Rockingham.